# Klara Pölzl
Klara Hitler, nata Pölzl (Weitra, 12 agosto 1860 – Linz, 21 dicembre 1907), è stata una cittadina austriaca.
È nota per essere stata la madre di Adolf Hitler.

## Biografia

### Contesto familiare e matrimonio
Klara Pölzl nacque nel villaggio austriaco di Spital il 12 agosto 1860, figlia di Johann Baptist Pölzl e Johanna Hiedler. Proveniva da una antica stirpe contadina, era laboriosa, energica, pia e coscienziosa. Secondo il medico di famiglia, il dottor Eduard Bloch, era una donna molto tranquilla, dolce e affettuosa. Aveva due sorelle: Teresa, che sposò Johann Schmidt, un contadino benestante, e Johanna, che era ingobbita, rimase nubile ed aveva un carattere considerato litigioso e difficile.
Vi è tuttora una controversia tra gli storici riguardo alla possibilità che il nonno Johann Nepomuk Hitler oppure il fratello di lui, Johann Georg Hiedler, fosse il padre biologico del futuro marito di Klara, Alois. In ogni caso Johann divenne lo zio acquisito di Alois; anche dopo il matrimonio Klara continuò a chiamare il marito "zio". Bradley F. Smith descrive Klara come "una ragazza piuttosto robusta, alta quasi quanto il marito, dai capelli castani e lineamenti regolari".
Nel 1876 Klara fu assunta come domestica dal suo parente Alois Hitler, da tre anni era sposato con Anna Glasl-Hörer. Sebbene il padre biologico di Alois sia sconosciuto, dopo che sua madre, Maria Schicklgruber, sposò Johann Georg Hiedler, Alois fu ufficialmente riconosciuto come figlio di Hiedler. La madre di Klara era la nipote di Hiedler. Alois e Klara erano quindi cugini.
La seconda moglie di Alois, Franziska Matzelsberger, morì di tubercolosi nel 1884. In quel momento Klara era incinta di Alois. Il 7 gennaio 1885 Alois e Klara si sposarono con una breve cerimonia tenutasi la mattina presto nelle stanze che Hitler aveva affittato all'ultimo piano della Locanda del Pomerano (Gasthof Zum Pommern) a Braunau am Inn. Klara il giorno del suo matrimonio aveva 25 anni, Alois 48, ben 23 anni più vecchio della giovane moglie. Dopo la cerimonia, Alois si recò al lavoro come al solito. A causa dello stretto rapporto di parentela tra i nubendi, i due dovettero chiedere una dispensa ecclesiastica.
Il loro primo figlio, Gustav, nacque quattro mesi dopo il matrimonio, il 17 maggio 1885. Ida nacque il 23 settembre 1886. Entrambi i bambini morirono di difterite durante l'inverno del 1887-1888. Un terzo figlio, Otto, nacque nel 1892 e morì nel 1893. Il quarto figlio, Adolf, nacque il 20 aprile 1889.
Nel 1892 Klara Hitler e la sua famiglia presero il treno per Passavia, dove si stabilirono per i successivi due anni. In quella città nacque Edmund il 24 marzo 1894. Paula nacque il 21 gennaio 1896. Edmund morì di morbillo il 28 febbraio 1900 all'età di cinque anni. Dei suoi sei figli avuti da Alois, Adolf e Paula furono gli unici a sopravvivere fino all'età adulta.
La sua vita adulta fu dedicata alla cura della casa e dei figli, per i quali, stando a Smith, Alois dimostrava un interesse limitato, com'era solito all'epoca: il padre era quasi del tutto assente, mentre la madre doveva rimanere tutto il giorno tra le mura domestica ad occuparsi della casa e accudire i figli. Klara era il modello di "perfetta moglie e madre" dell'epoca, molto devota all'anziano marito e ai suoi figli e, secondo William Patrick Hitler, era una tipica matrigna per i suoi figliastri, Alois, Jr. e Angela Hammitzsch.
Era una devota cattolica e frequentava regolarmente la chiesa con i suoi figli.

### Ultimi anni di vita e morte
Quando il marito morì, nel 1903, all'età di 66 anni, le lasciò una pensione, oltre alla proprietà dell'abitazione e ai terreni circostanti. Per tale ragione ella poté vivere con i propri figli con una relativa tranquillità finanziaria. Vendette la casa di Leonding e si trasferì con i giovani Adolf e Paula in un appartamento a Linz, dove vivevano frugalmente.
Nel 1906 Klara Hitler scoprì di avere un nodulo al seno, ma inizialmente lo ignorò. Tuttavia, dopo aver sofferto di dolori al petto che la tenevano sveglia durante la notte, consultò infine il medico di famiglia, Eduard Bloch, nel gennaio del 1907. Era stata impegnata con la sua famiglia, disse, e quindi aveva trascurato di cercare assistenza medica. Bloch scelse di non comunicare a Klara che aveva un cancro al seno e lasciò che a informarla fosse Adolf. Bloch disse al ragazzo che sua madre aveva poche possibilità di sopravvivere e le consigliò di sottoporsi a una mastectomia radicale.
Gli Hitler furono devastati dalla notizia. Secondo Bloch, Klara Hitler "accettò il verdetto come ero sicuro che avrebbe fatto - con forza d'animo. Profondamente religiosa, presumeva che il suo destino fosse la volontà di dio. Non le sarebbe mai venuto in mente di lamentarsi". La donna si sottopose alla mastectomia nella clinica delle suore della Santa Misericordia di Linz e il chirurgo, Karl Urban, scoprì che il cancro si era già metastatizzato al tessuto pleurico del suo petto. Bloch informò i figli di Klara che le sue condizioni erano terminali. Adolf, che viveva a Vienna per studiare arte, tornò a casa per prendersi cura di sua madre.
A ottobre, le condizioni di Klara peggiorarono rapidamente e suo figlio Adolf implorò Bloch di provare un nuovo trattamento. Per i successivi 46 giorni, da novembre a inizio dicembre, Bloch eseguì trattamenti giornalieri di iodoformio, una forma allora sperimentale di chemioterapia. Le incisioni sulla mastectomia di Klara Hitler furono riaperte e dosi massicce di garza imbevuta di iodoformio furono applicate direttamente sul tessuto per "bruciare" le cellule tumorali. I trattamenti furono incredibilmente dolorosi e causarono alla donna una paralisi alla gola che la lasciarono incapace di deglutire. Per lenire il dolore il medico le somministrò della morfina. I trattamenti si dimostrarono inutili e Klara morì nella sua casa di Linz il 21 dicembre 1907 a causa degli effetti collaterali tossici dello iodoformio. Fu sepolta accanto al marito nel cimitero di Leonding, vicino a Linz.

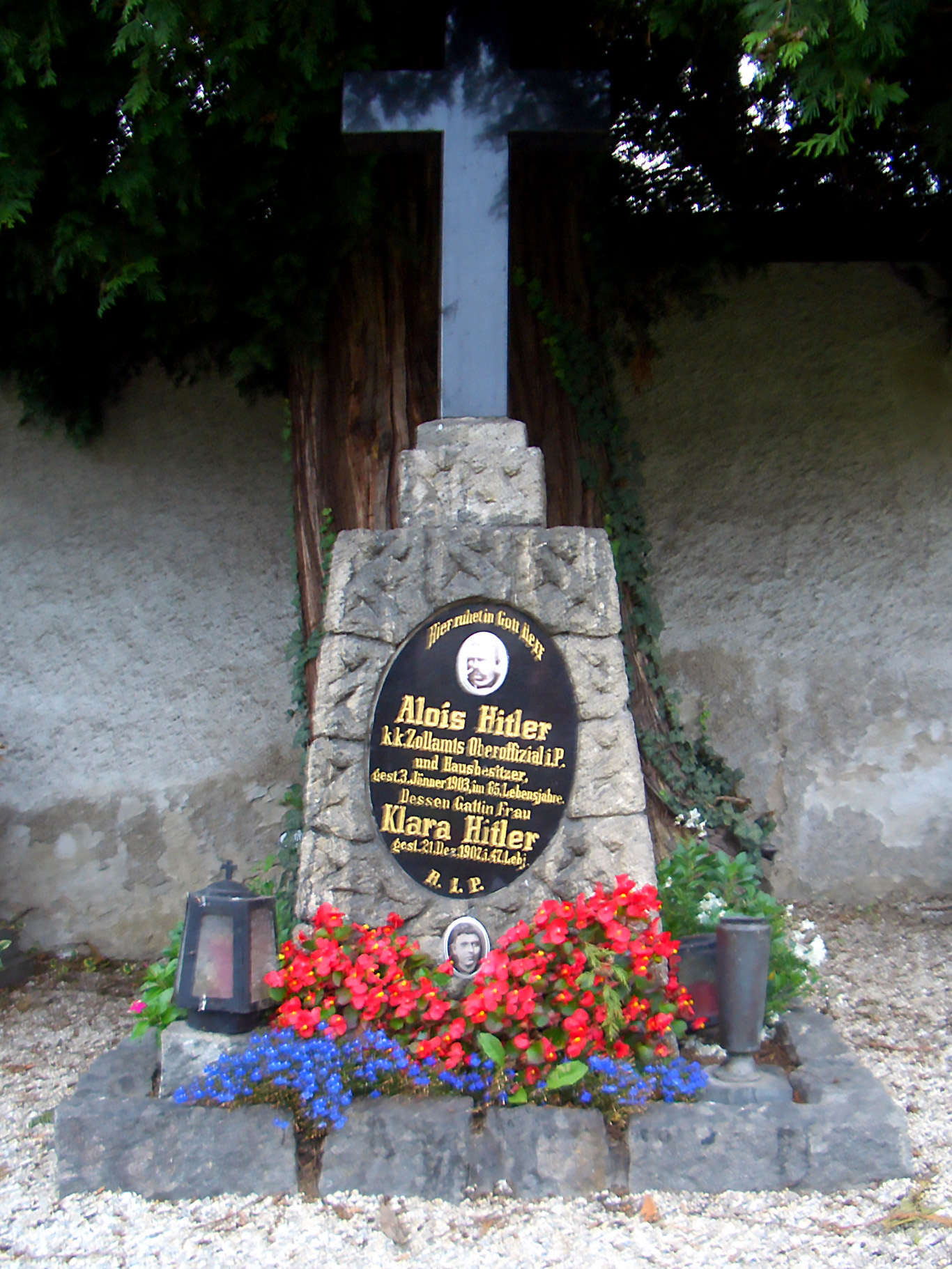
Tomba di Klara Pölzl e Alois Hitler nel cimitero di Leonding vicino a Linz, la tomba è stata demolita nel 2012.

La morte della madre colpì profondamente il giovane Adolf, molto di più di quanto non fosse stato per la morte del padre. Portò il dolore per il resto della sua vita. Bloch in seguito ricordò che: "In tutta la mia carriera, non ho mai visto nessuno così prostrato dal dolore come Adolf Hitler". Nel Mein Kampf, Hitler scrisse che aveva "onorato mio padre, ma amato mia madre" e disse che la morte della donna fu un "terribile colpo".
Decenni dopo, nel 1940, Hitler mostrò gratitudine a Bloch, che era ebreo, per aver curato sua madre, permettendogli di emigrare con sua moglie dall'Austria negli Stati Uniti d'America, un privilegio concesso a pochi altri ebrei in Austria. Nel 1941 e nel 1943, Bloch fu intervistato dall'Office of Strategic Services, un ente predecessore della CIA, per ottenere informazioni sull'infanzia di Hitler. Disse che la caratteristica più sorprendente di Hitler era l'amore per sua madre:
Bloch negò espressamente l'affermazione secondo cui l'amore di Hitler per sua madre fosse patologico. Il medico disse anche: "Si rigirerebbe nella sua tomba se sapesse cosa è successo a lui". Nel 1934 Hitler onorò la madre intitolandole una strada a Passavia.

### Rimozione della pietra tombale
Il 28 marzo 2012 la lapide che segna la tomba di Alois Hitler e quella di sua moglie Klara nel cimitero comunale di Leonding fu rimossa su ordine del sindaco e con il consenso della famiglia, secondo Kurt Pittertschatscher, il pastore della parrocchia. Si dice che la discendente sia un'anziana parente della prima moglie di Alois Hitler, Anna, che rinunciò anche a qualsiasi diritto sul lotto concesso. Non si sa cosa sia successo ai resti nella tomba.

## Nella cultura di massa
- Nell'episodio Non sono un ragazzo da ponte ologrammi della decima stagione della serie animata American Dad!, trasmesso nel 2014, un punto chiave della trama verte attorno a un videogioco chiamato Nazi Natal Nightmare, nel quale il giocatore deve cercare di uccidere Adolf nel ventre materno di Klara
- Nel racconto di Roald Dahl Genesi e Catastrofe: una storia vera (Genesis and Catastrophe: A True Story), contenuto nella raccolta Kiss Kiss, Klara, dopo aver partorito Adolf, si preoccupa della salute del bambino e si lamenta della morte dei figli avuti precedentemente. Sebbene la storia si attenga alla biografia di Clara, anche per i nomi dei suoi figli, la sua identità come "signora Hitler" è rivelata solo alla fine, com'è nello stile dell'autore per i macabri finali a sorpresa di molte delle sue storie per adulti.
- Klara è la protagonista e la voce narrante del romanzo di Régis Jauffret 1889 (Dans le ventre de Klara), ambientato durante la gestazione di Adolf.